# せのぶら!
『せのぶら!』は、朝日放送（ABCテレビ）で2010年4月5日から2014年3月31日まで
平日の午前中に放送されていた旅番組・通信販売番組。関西を中心に活動する俳優・妹尾和夫の冠番組で、ステレオ放送、文字多重放送、ハイビジョン制作を実施していた。
当ページでは、2017年10月2日から（2023年の一時休止期間をはさんで）放送されている通信販売番組『せのぶら本舗』（せのぶらほんぽ）についても記述する。

## 概要
劇団パロディフライの座長で、関西を中心にラジオパーソナリティとしても活躍している俳優の妹尾和夫の冠番組であった。
妹尾は番組の全編に出演。番組の前半に放送される関西界隈の紀行コーナー「妹尾和夫のぶらり街歩き」では、（放送上）毎回、一人でオールロケをこなしていた。ちなみに妹尾は、一回のロケで、半日以上も街を歩いていたという。
「妹尾和夫のぶらり街歩き」の合間には、テレビショッピングコーナー「ええもんあります! せのぶら本舗」を挿入。アシスタントとして、堀友理子（出演時点では朝日放送アナウンサー）→　小寺右子（同局アナウンサー）が出演していた。
制作局の朝日放送では、番組放送開始から2012年3月29日までは、毎週月曜日から水曜日までと（第2週を除く）木曜日に放送していた。以降は、毎週月曜日から水曜日までの週3日放送へ移行している。2014年1月6日以降の放送時間は、10:53 - 11:25（JST）。また、平日の早朝に、番組の全編または通信販売コーナー「ええもんあります!せのぶら本舗」の再放送を実施している。
長らく関西ローカルでの放送にとどまっていたが、2012年10月1日からは、朝日放送で過去に放送をした番組内容を同局の関連会社・スカイ・A Sports+でも放送をしている。CS放送を受信できる環境にあれば、関西以外でも視聴できるようになった。
朝日放送では、放送開始5周年を迎える直前の2014年3月31日で、当番組のレギュラー放送を終了。ただし、終了後も再放送を続けた。
当番組では、2010年3月4日から一ヶ月間、毎週木曜日にパイロット版を放送。同年4月から、第2週の木曜日を除いて、毎週月〜木曜日にレギュラーで放送されるようになった。同年10月18日の放送からは、放送時間を10:53 - 11:34に変更（従来から放送枠を4分拡大）。「ええもんあります! せのぶら本舗」をはさみながら、「妹尾和夫のぶらり街歩き」を2部構成で放送していた。ただし、月に1週は、再放送として「傑作選」を編成。「妹尾和夫のぶらり街歩き」での過去の放送内容を再編集した内容を、改めて毎日1カ所ずつ放送していた。
2010年9月からは、エンディング（同年10月18日放送分からはエンディング後）に、「妹尾和夫のぶらり街歩き」の番外編として「きょうの『○○』」というミニコーナーを放送。以降は、毎週月 - 水曜日の早朝（『おはようコールABC』の前枠、基本として4:33 - 5:00）に、関西ローカルで当番組の全編再放送を実施している。
また、当番組の企画で、「ぶらぶらバッグ」と称するバッグを開発。番組の放送1周年に当たる2011年3月には「大改造!妹尾和夫のプレミアムルーム」という企画で、京都府内にある老舗旅館の客室プロデュースを手掛けた。これを機に、祝日を中心に、年に数回のペースで特別番組を放送するようになった。特別番組では、関西以外の地方でロケを実施した模様を放送すると共に、その地方ならではの名産品や取材した人々にまつわる逸品を通信販売で扱うことが多い。
木曜日については、番組開始から2012年3月まで、毎月第2週以外に放送。第2週の木曜日には、当番組を休止する代わりに、当番組の放送枠に『買いなび』（テレビショッピング番組）と『キニナリーノ!』（いずれも本来は、毎週金曜日に当番組の放送枠で編成）を編成していた。しかし、当番組では、同年3月29日を最後に、木曜日の放送を終了。同年4月2日からは、放送時間を変えないまま、週3日（月 - 水曜日）の放送へ移行している。
なお、朝日放送では、2012年10月1日から『ワイド!スクランブル・第1部』（テレビ朝日制作）の飛び乗り時刻を従前の11:45から11:30に繰り上げた。当番組の放送枠を、毎週月 - 水曜日の10:53 - 11:30に変更した。また、同日からスカパーのスカイ・A Sports+でも、毎週月 - 水曜日の12:00 - 12:45に放送を開始した（内容は過去に関西ローカルで放送されたものをアトランダムに放送）。
2012年12月12日の放送分では、急遽『ANN緊急特番 北朝鮮ミサイル発射』（10:53 - 11:25）を放送することになったため、当番組は休止。2013年1月4日には、通常は放送しない金曜日の9:55 - 10:30に放送した。2013年10月5日からは、「えぇもんもりもり せのぶら!本舗」を、単独番組として毎週木・金曜日の早朝（基本として3:44 - 4:19）に編成している。
2014年1月6日から、『ワイド!スクランブル・第1部』を従前の飛び乗りネットからフルネット（当時は11:25開始）に移行するため、当番組の放送枠を毎週月 - 水曜日の10:53 - 11:25に変更。しかし、朝日放送の地元である大阪市内の主な商店街をほぼすべてロケで訪問してきたことや、同年4月1日（火曜日）からテレビ朝日での開始時刻が10:30に繰り上がる『ワイド!スクランブル・第1部』のフルネットを堅持するためなどから、放送開始5周年の節目に当たる同年3月31日でレギュラー放送を終了した。その一方で、当番組と同様の構成による西川きよし司会の自社制作番組『西川きよしのおしゃべりあるき目です』を、毎週月 - 水曜日の9:55 - 10:30（『ワイド!スクランブル・第1部』の前枠）に放送開始した。
朝日放送では、当番組と同じ構成による西川きよしの冠番組（『西川きよしのおしゃべりあるき目です』→『きよし・黒田の今日もへぇーほぉー』）を、3年半にわたって放送。『ワイド!スクランブル・第1部』については、2015年1月5日から月 - 水曜日のフルネットを解消したうえで、11:45（『ANNニュース』全国ニュースパート）からの飛び乗りネットに戻していた。しかし、2017年9月27日で『今日もへぇーほぉー』を終了したうえで、翌週（10月2日）から『ワイド!スクランブル・第1部』月 - 水曜日のフルネット（10:25開始）を再開（木・金曜日は飛び乗り時刻を10:30に繰り上げ）。このような事情を背景に、同日から月 - 水曜9:55 - 10:25に『せのぶら本舗』の放送を開始した（詳細後述）。

## 番組内容

### 「妹尾和夫のぶらり街歩き」
「人情深いおっちゃん」である妹尾が、関西界隈の商店街やスポットを1人で歩き回り、人と物に触れていく企画。
放送上は、毎週1ヶ所を3日間にわけて紹介。妹尾が行く先々で、「オモロイ人（面白い人）」や「美味しいもの（グルメ）」と出会いながら、出会った人々の笑顔を自前のデジタルカメラで撮影する模様を放送する。ちなみに、当番組のエンディングでは、撮影した画像の一部を紹介していた。
2010年9月のロケからは、番組特製のステッカーを取材先に配布。同年10月21日から、第2週を除く木曜日のみ、妹尾が大阪やその近郊のスポットを巡る「大人の遠足」を放送していた。
2010年10月18日放送分から2012年3月までは、エンディング後に、当コーナーの番外編として「きょうの『○○』」というミニコーナーを放送していた。2012年4月からは、「せのぶら占い」にリニューアル。妹尾をかたどったアニメーションを通じて、放送日の12星座占いの結果を2位〜11位→1位→12位の順に紹介していた。しかし、2012年10月の放送枠短縮（前述）を機に、「せのぶら占い」を終了している。
なお、再放送でリニューアル前の内容を流す場合には、「せのぶら占い」と同じ構成で「（再放送日時点での）今日の占い」を「きょうの『○○』」の後に追加している。
妹尾によれば、当コーナーのロケを通じて、延べ2万もの一般人と会ったという。最初のロケと、残り2回のレギュラー放送（2014年3月26日・31日放送分）のロケは、妹尾の自宅・朝日放送の本社がある大阪市福島区で実施した。

### 「ええもんあります! せのぶら本舗」
「妹尾和夫のぶらり街歩き」とは別に収録されるテレビショッピングコーナー。通称は「せのぶら本舗」。（2013年よりコーナータイトルを廃止）リポーターによる報告や、利用者による体験VTRをはさみながら、毎回1 - 2品を紹介する。当コーナーのみ、10回程度の放送分を、1日がかりで収録（『とことん全力投球!!妹尾和夫です』での妹尾の発言より）。紹介する商品の製造や販売に携わる人物が、スタジオに出演することもあった。レギュラー放送の最終回では、4年間のダイジェスト映像を「総集編」として放送したため、当コーナーを休止している。
木・金曜日の早朝5時台には、「ええもんもりもり!せのぶら本舗」というタイトルで、当コーナーの単独再放送を実施することもあった。

## 放送終了時点での出演者

### 司会
- 妹尾和夫（俳優）

2012年10月に放送時間を短縮するまでは、オープニングで氏名とともに、「ぶらぶらする人」という字幕が表示されていた。
- 小寺右子（朝日放送アナウンサー、「ええもんあります! せのぶら本舗」アシスタント兼「妹尾和夫のぶらり街歩き」ナレーター）

2011年1月4・5日の放送では、実家がある阪神電鉄本線・西宮駅前の商店街を、妹尾とともに訪れたシーンが流れた。同年6月から2012年4月までの産休期間中も、「ええもんあります! せのぶら本舗」では、扱う商品によって産休前に収録したVTRを放送していた。『西川きよしのおしゃべりあるき目です』でも、ナレーターと通信販売コーナーの進行役で出演。

### 「せのぶら本舗」リポーター
- 小坂都（タレント）
- 安藤かおり（タレント）
- 安堂サオリ（女優・タレント）
- 勝田香子（フリーアナウンサー）
- 藤田りえ（タレント・元山口朝日放送）
- 青山金太郎（タレント）
- 佐々木りつ子（「劇団パロディフライ」所属女優・タレント）※『西川きよしのおしゃべりあるき目です』の通信販売コーナーにも出演
- 久保亜希子（フリーアナウンサー・元　金沢ケーブルネット）※現在は北陸朝日放送アナウンサー
- 五藤めぐみ（フリーアナウンサー・元 テレビ山梨・元 ラジオ福島）
- 福島有紀（フリーアナウンサー・元 エフエム山陰）

### ナレーター
- 小野寺一歩（レギュラー放送から）

　「ええもんあります! せのぶら本舗」で紹介する商品のユーザーとして、ナレーションブースから同コーナーに顔出しで登場したことがある。
- 前塚あつし（2013年1月 - ）

## 過去の出演者

### 司会
- 堀友理子（出演当時は朝日放送アナウンサー、「妹尾和夫のぶらり街歩き」ナレーター兼「ええもんあります! せのぶら本舗」アシスタント）

小寺の産休を受けて、2011年5月23日放送分から担当。特別番組では、妹尾のロケに同行している。小寺の職場復帰後も当番組への出演を続けてきたが、朝日放送からの退社（2012年8月）を機に当番組を卒業した。

### リポーター
- 秋本あき
- ますあや（モデル・レースクイーン）
- 田井れい花（元・福島テレビ契約アナウンサー）
- 浅井裕美子（タレント）
- 黒川鮎美（タレント・アーティスト）
- 石出奈々子（タレント）

### ナレーター
- 渋谷邦夫（パイロット放送のみ）

## 番組テーマ曲

### オープニングテーマ曲
- ザ・ビートルズ 「オブ・ラ・ディ、オブ・ラ・ダ」
  - 放送開始当初から2012年9月まで使用、以降無し。

### エンディングテーマ曲
- 妹尾和夫 「人生晴れたり曇ったり」

パイロット版では、番組最後に「厳選!今日の一曲」として、なつかしのヒット曲を紹介していた。

## 特別番組
- 2011年3月 - 「大改造!妹尾和夫のプレミアムルーム」 （京都府内にある老舗旅館の客室プロデュースを妹尾が手掛けた。）
- 2011年5月5日 - 「せのぶら!本舗1周年スペシャル〜ありがとうって伝えたくて〜」（「せのぶら!本舗」1周年を記念して、妹尾が購入者や製造者の元に訪れ、感謝の言葉を伝える。）
- 2011年7月18日 - （9:55 - 10:53）「せのぶら!〜知らんかった大阪再発見スペシャル〜」（新旧が混在する大阪・キタエリアを妹尾と堀アナが訪ね歩く）
- 2011年9月19日 - （9:55 - 10:53）「せのぶら!伊勢旅情編〜還暦目前・人生再発見スペシャル〜」
- 2012年1月4日・5日 - （4日のみ9:55 - 10:30、5日はレギュラー放送枠）「せのぶら!新春スペシャル」（朝日放送本社のお膝元である大阪市福島区の界隈を妹尾・堀が散策）
  - このスペシャルでは、朝日放送本社へのロケの一環で、2011年12月14日（水曜日）に妹尾・堀が『桑原征平粋も甘いも』（朝日放送ラジオ）の生放送に出演した様子も放送している。
- 2012年2月25日 - （16:00 - 16:55）「せのぶら!旅情編スペシャル!〜in鹿児島〜」
- 2012年3月20日 - （9:55 - 11:34、レギュラー放送枠を58分拡大）「『せのぶら!』祝・2周年!旅情編スペシャル!〜あなたへの超豪華プレゼント探し旅!in 北陸」（石川県・福井県内にある複数の観光地を妹尾・堀が訪れながら、行く先々にちなんだ豪華なプレゼントを抽選で視聴者に進呈）
- 2012年9月17日 - （9:55 - 11:34、レギュラー放送枠を58分拡大）「『せのぶら!』特別編!〜江戸・東京 下町人情ふれあい旅〜」（妹尾・小寺が東京スカイツリー・浅草・築地市場・新宿などを散策するとともに、行く先々で特別に用意された豪華なプレゼントを通信販売）
  - 新宿ロケでは、妹尾が日本大学時代の同級生と10年振りに再会。その同級生の計らいで、大学時代の演劇仲間や、「コントパロディフライ」時代のメンバーとも久々の再会を果たした。
- 2012年11月23日（金曜日・勤労感謝の日） - （9:55 - 10:53）「『せのぶら!』北海道スペシャル〜北の大地で極上グルメ旅!〜」（妹尾・小寺が北海道大学・すすきの・小樽などを散策するとともに、行く先々で特別に用意された豪華なプレゼントを通信販売）
  - すすきのロケには、石沢綾子（朝日放送の系列局・北海道テレビのアナウンサー）がガイドとして同行した。
- 2013年7月15日（月曜日・海の日） - （10:25 - 11:30）「せのぶら!スペシャル　出雲大社へドライブ旅」（妹尾がレンタカーで出雲大社へドライブ旅行するロードムービー風の内容。途中で小寺と合流して広島や松江市、出雲大社周辺を散策した。また「せのぶら本舗」では妹尾がプロデュースしたバッグやボストンバッグ、財布を紹介した。ナレーションは「せのぶら本舗」ナレーターの前塚あつしが担当した。）
- 2013年9月23日（月曜日・秋分の日） - （10:25 - 11:30）「せのぶら!スペシャル　いい人みつけた!いいもの見つけた!新潟・越後一会の旅」（タレント活動と並行しながら故郷の新潟県で古代米を栽培している大桃美代子のガイドで、妹尾が新潟市・長岡市の観光名所・酒蔵・鉄工所などを訪問すると共に、行く先々で見付けた名産品をエンディングで通信販売。小寺がナレーターを担当した）
- 2014年3月21日（月曜日・春分の日） - （9:55 - 10:53）「せのぶら!スペシャル　今すぐ行きたい! 春の京都オトナ旅」（レギュラー放送期間中では最後の特別番組、妹尾・小寺が京都・嵐山へ1泊2日の旅に出るとともに、2人が感謝の気持ちを込めて選んだお土産を視聴者にプレゼント。2人が行く先々で見付けた逸品の通信販売も実施した）
  - 2日目に訪れた松竹京都撮影所では、俳優として同所で何度も映画・テレビドラマの撮影に臨んだ経験を持つ妹尾へのサプライズゲストとして、三田村邦彦が登場した。

## 放送終了時点でのスタッフ
- ナレーター：小野寺一歩、前塚あつし
- 撮影：金谷一彦、中村敦
- 音声：梅野秀樹
- 編集：太田充洋、塩村文野
- MA：鷹野智志
- 編成：澤野井信宏
- コンテンツ：池辺圭一
- AD：西村彩加
- ディレクター：佐野真紀、中村江里奈
- プロデューサー：大坪光昭（ABC）、大坪奈々子（レジスタX1）、端山竜二（ABC LIBRA）
- 技術協力：テクニカルアート、アイネックス
- 衣裳協力：NARA CAMICIE
- 制作協力：ABC LIBRA、レジスタx1
- 制作：エービーシーメディアコム
- 制作・著作：朝日放送

### 過去のスタッフ
- プロデューサー：寺田伸・市川寿憲・東浦陸夫（ABC）、長谷川豊・玉谷章（レジスタX1）
- 技術協力：テイクシステムズ、テクノマックス

## ネット局と放送時間
| 放送対象地域 | 放送局                       | 系列           | 放送曜日・放送時間        |
| ------------ | ---------------------------- | -------------- | ------------------------- |
| 近畿広域圏   | 朝日放送 『せのぶら!』制作局 | テレビ朝日系列 | 月曜 - 水曜 10:53 - 11:30 |
| 日本全域     | スカイ・A Sports+            | CS放送         | 月曜 - 水曜 12:00 - 12:41 |

- 夏の高校野球中継期間中は休止となった（雨天中止時も雨傘番組で対応するため休止）。また、大会終了後も同中継で放送できなかった一部のスポンサードセールス番組（平成仮面ライダーシリーズ、プリキュアシリーズ、日曜9時30分枠、『上沼恵美子のおしゃべりクッキング』）の他日振替放送（そのうち自社制作番組については臨時枠移動による放送）が実施されるため、その場合も休止となった。
- 2010年3月4日と11日には「パイロット版」として10:54 - 11:30に放送した。
- 毎週月・火曜日の4:28 - 5:00には再放送していた。
- 2010年7月7日からの毎週水曜日4:28 - 5:00には「ええもんもりもり!せのぶら本舗」としてテレビショッピング部分のみ再放送していた。
- 不定期で自社制作のテレビショッピングスペシャルの放送や編成の都合で休止または時間変更9:55 - 10:30となる場合があった。

## せのぶら本舗
『せのぶら本舗』（せのぶらほんぽ）は、朝日放送テレビで2017年10月2日から放送されている自社制作の通信販売番組。前述した『せのぶら!』および、西川きよしの冠番組内のテレビショッピングコーナーから構成やリポーターを引き継ぐ一方で、『おはようパーソナリティ道上洋三です』（朝日放送ラジオ）でアシスタントを12年間務めた秋吉英美（フリーアナウンサー）が進行役に加わっている。
放送時間は基本として、月 - 水曜日の9:55 - 10:25。祝日などで特別番組を放送する場合には、放送時間の繰り下げか全編休止で対応することがある。また、夏の全国高等学校野球選手権大会中継期間中および、大会の閉幕直後は試合の有無を問わず休止。同大会が新型コロナウイルス感染症流行の影響によって中止された2020年にも、2020年甲子園高校野球交流試合を朝日放送テレビで中継することになったため、例年と同じ対応を講じた。
なお、朝日放送テレビでは2023年には4月3日（月曜日）から12月26日（火曜日）まで、『せのぶら本舗』の放送を休止。この期間中は、浦川泰幸（『全力投球!!妹尾和夫です』シリーズで妹尾と共演していた朝日放送テレビアナウンサー）とナジャ・グランディーバの冠番組である『浦川&ナジャのウラのウラまで失礼します』（朝日放送ラジオ『ウラのウラまで浦川です』からの派生番組で通称『ウラナジャ』）が放送枠を引き継いでいた。
『ウラナジャ』は『せのぶら!』と同じ構成で、2022年7月26日（火曜日）と2023年2月11日（土曜日・建国記念の日）にも特別番組として放送。テレビショッピングコーナーには、『せのぶら本舗』の商品プレゼンター（フリーアナウンサーの梅山茜・川岸ゆか・すぎもとみさき・安堂サオリ）が日替わりで登場している。もっとも、朝日放送テレビでは2024年1月9日から『せのぶら本舗』の放送を再開。『ウラナジャ』については、「特別番組」扱いでの不定期放送に戻している。